# Saint-Cyr-sur-Loire
Saint-Cyr-sur-Loire là một xã trong tỉnh Indre-et-Loire, thuộc vùng hành chính Centre-Val de Loire của nước Pháp, có dân số là 16.421 người (thời điểm 2005).

## Nhân khẩu học
| 1954  | 1962  | 1968   | 1975   | 1982   | 1990   | 1999   | 2006   |
| ----- | ----- | ------ | ------ | ------ | ------ | ------ | ------ |
| 6 974 | 9 547 | 11 211 | 12 478 | 14 413 | 15 161 | 16 100 | 16 421 |

## Các thành phố kết nghĩa
- Katrineholm, Thụy Điển,
- Meinerzhagen, Đức,
- Newark-on-Trent, Vương quốc Anh,
- Valls, Katalonien,

## Những người con của thành phố
- Anatole France, nhà văn nhận Giải Nobel về văn học mất tại đây.